# Viole caipira

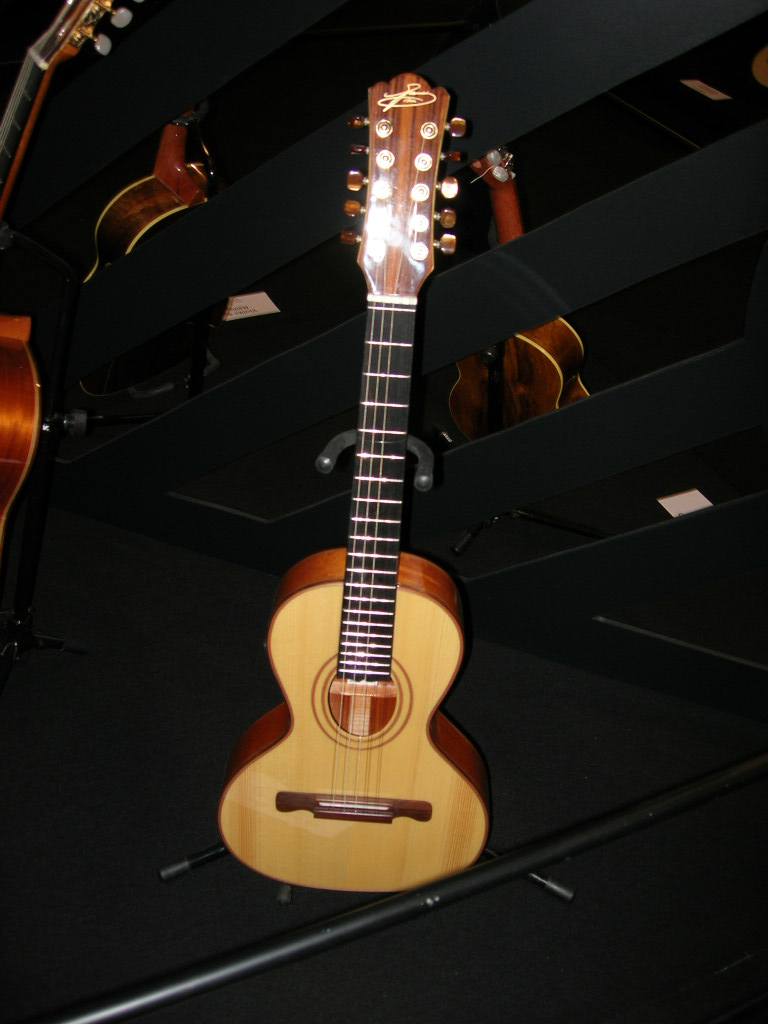
Une viola caipira en exposition.

La viole caipira (du portugais : viola caipira ; ou encore viola sertaneja ou viola cabocla) ou guitare caipira est un instrument de musique à cordes pincées, et l'une des variantes régionales de la viole brésilienne (pt). Il est populaire principalement à l'intérieur du Brésil et est l'un des symboles de la musique populaire brésilienne et surtout de la musique sertaneja indigène.

## Histoire
La viole caipira tient ses origines des violes portugaises (pt), lesquelles proviennent d'instruments arabes tels que les luths ; les violes descendent directement de la guitare espagnole, laquelle est d'origine arabo-persane. Avec la colonisation portugaise de l'Amérique, les violes portugaises sont arrivées au Brésil et, avec d'autres instruments, ont commencé à être utilisés par les jésuites dans le catéchisme des indigènes. Plus tard, ils ont commencé à construire des violes avec des bois nobles de la terre, qui ont toujours été abondants au Brésil. Les Européens, les Créoles, les Métis, les Caboclos, les Cafuzos, etc. ont ainsi commencé à y construire des instruments.
Il existe plusieurs dénominations pour l'instrument, en fonction de la culture locale, utilisé principalement dans les villes de campagne : viola de pinho (viole de pin), viola caipira, viola sertaneja (viole de la musique sertaneja), viola de arame (viole de fil de fer), viola nordestina (viole du nord-est), viola cabocla (viole des Caboclos), viola cantadeira (viole chanteuse), viola de dez cordas (viole à dix cordes), viola chorosa (viole pleureuse), viola de queluz (viole de Queluz), viola serena (viole sérène), viola brasileira (viole brésilienne (pt)), entre autres.

## Description

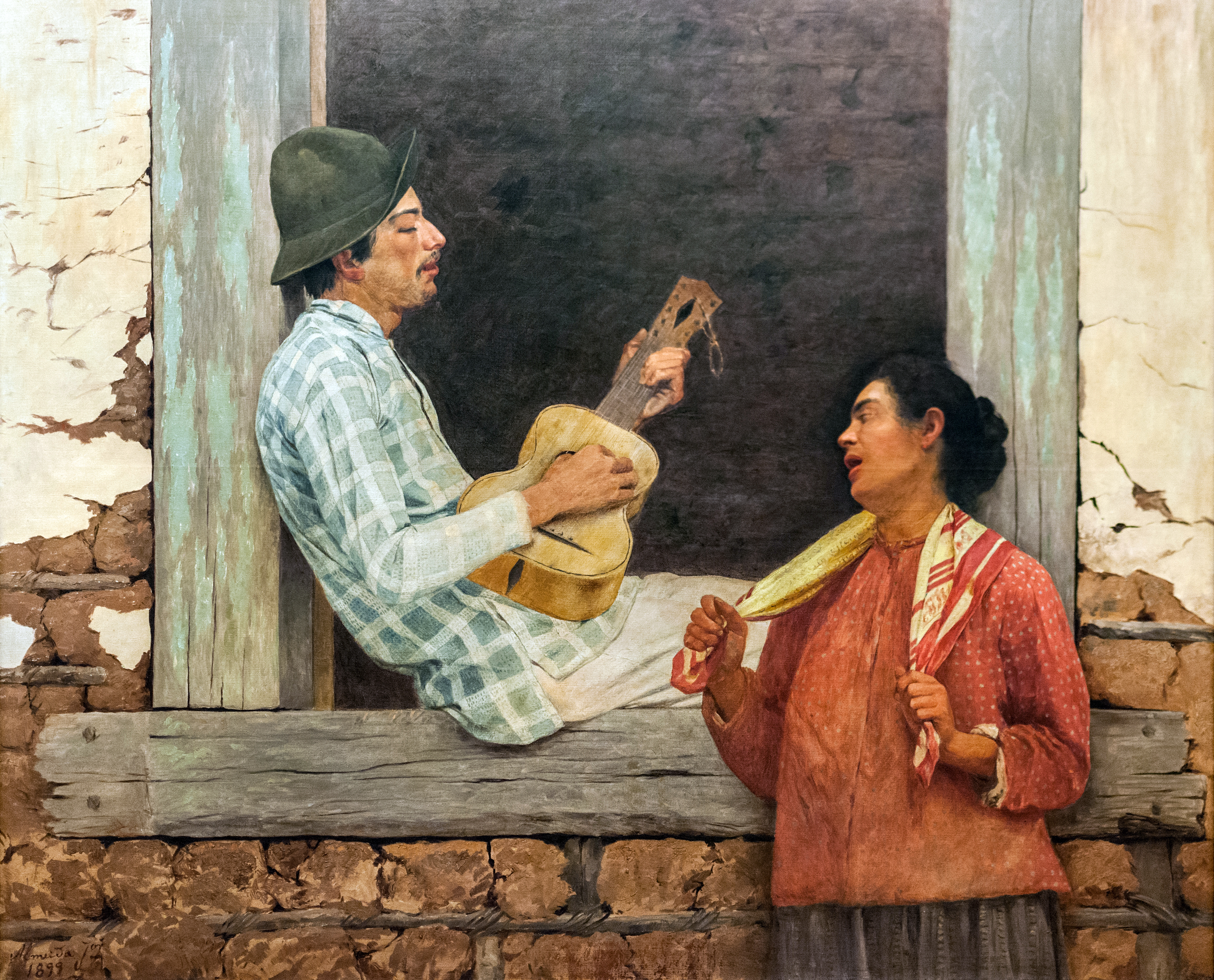
José Ferraz de Almeida Júnior, O violeiro (1899, Pinacothèque de l'État de São Paulo), tableau représentatif de la peinture romantique brésilienne.

La viole caipira a des caractéristiques très similaires à la guitare classique. Tant dans la forme que dans la disposition des cordes et l'acoustique, mais il est un peu plus petit.
Une caractéristique qui distingue la viole des autres instruments est que le chevalet de la viole utilise des cordes libres, ce qui donne un son fort sans distorsion, s'il est bien accordé. Les notes ont un timbre encore plus fort car c'est un instrument qui nécessite l'utilisation d'un pic, d'un cure-dent ou d'ongles particulièrement longs, puisque toutes les cordes sont en acier et que certaines sont très fines et dures.
La disposition des cordes de la viole varie raisonnablement, bien qu'il y ait toujours cinq ordres, ceux-ci consistant généralement en dix cordes disposées en cinq paires. En général, les deux paires les plus aiguës sont accordées à l'unisson, tandis que les autres paires sont accordées sur la même note, mais avec une différence de hauteur d'une octave. En tout cas, chaque ordre est toujours joué avec toutes les cordes simultanément, comme s'il s'agissait d'une seule corde.
Il existe des dizaines d'accords possibles pour cet instrument, étant utilisé selon la préférence du violeiro, le joueur de viole. Certains sont plus fréquents et plus répandus, tandis que d'autres sont strictement locaux. Néanmoins, certaines régions présentent plusieurs réglages, tandis que d'autres ont une prédominance plus nette de l'un d'entre eux. Dans la vallée de l'Urucuia (pt), par exemple, le Rio Abaixo (pt) prédomine avec une diversité de noms, tandis que dans le triangle Mineiro, la Boiadeira prédomine et parmi les repentistes du nord-est, il y a une homogénéité du Paraguaçu. Les réglages portent à la fois des noms de variables et des synonymes avec d'autres réglages, ce qui rend les enquêtes et les comptages confus.
La viola caipira, dans ses deux variantes (três quartos et machete) est pratiquement identique à la guitare baroque. Elle s'utilise en accompagnement du chant dramatique cantoria, de la poésie improvisée (repente), de la musique rurale en général (música caipira), et dans la région du Recôncavo de Bahia, pour le samba-de-viola.[réf. souhaitée]

## Artistes notables
- Almir Sater (pt)
- André & Andrade (pt)

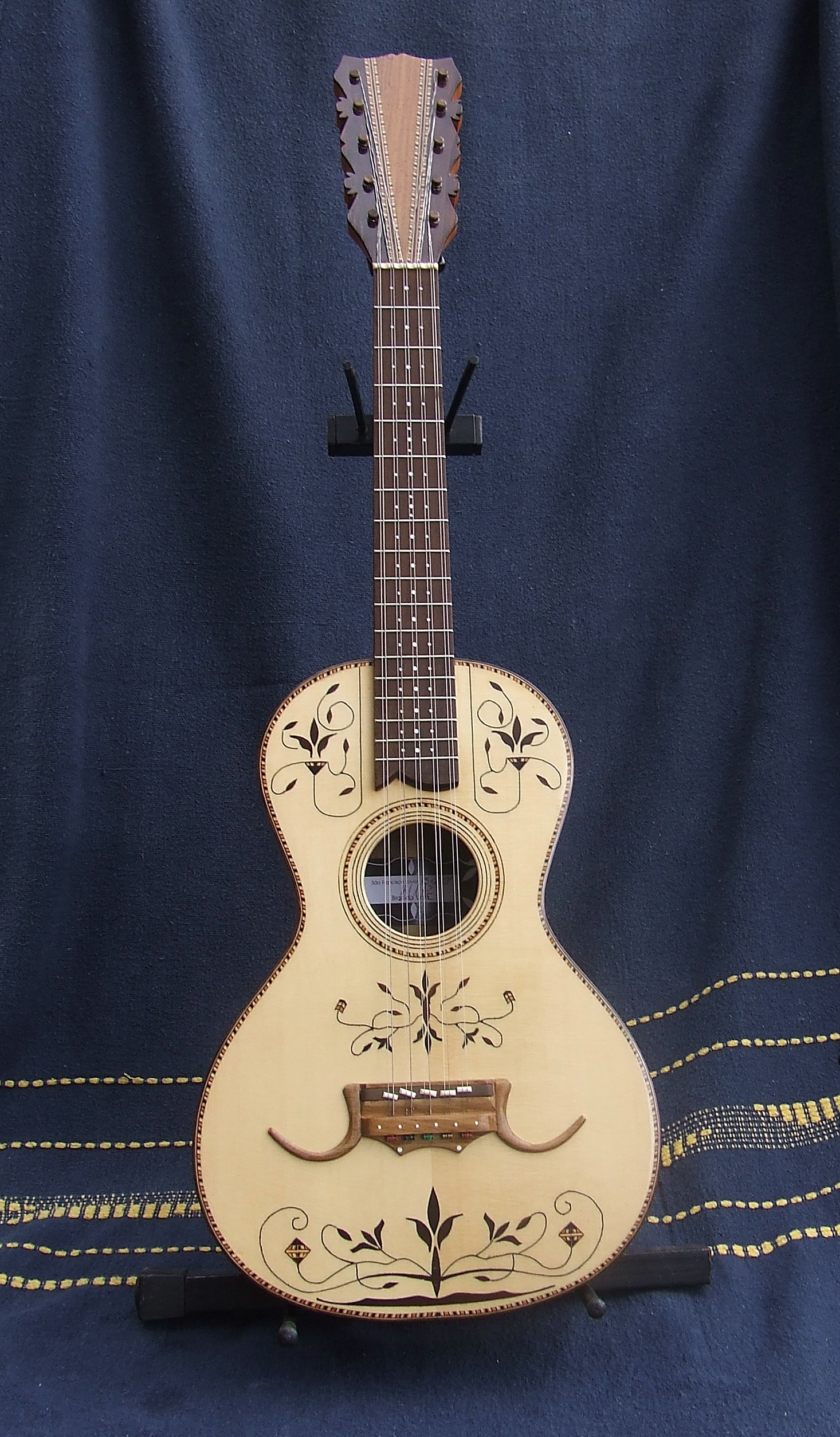
La viola caipira, avec un travail de marqueterie fine, de Braz da Viola.

- Bambico (pt) (nom artistique de Domingos Miguel dos Santos)
- Braz da Viola
- Bruna Viola (pt)
- Chico Lobo (en)
- Helena Meirelles (pt)
- Heraldo do Monte (pt)
- Inezita Barroso (pt)
- Ivan Vilela
- Mazinho Quevedo (pt)
- Nestor da Viola (pt)
- Renato Andrade (pt)
- Renato Teixeira (pt)
- Roberto Corrêa (pt)
- Teddy Vieira (pt)
- Tião Carreiro (pt) (nom artistique de José Dias Nunes)
- Zé Mulato & Cassiano (pt)

### Articles liés
- Gonzalve d'Amarante